# Gamma Lyrae

Localización de Sulafat dentro de la constelación de Lyra.

Gamma Lyrae (γ Lyr / γ Lyrae) es una estrella blanco-azulada perteneciente a la constelación de Lira. Tradicionalmente se la conoce como Sulafat o Sulaphat (tortuga en árabe), o también como Jugum (yugo en latín).
Pertenece a la clase B9III, siendo su magnitud aparente de +3.25. 
Su masa aproximada es 5 veces la del Sol. Se encuentra a unos 634.55 años luz de la Tierra. 